# Oh Jin-hyek
Oh Jin-hyek (n. 15 august 1981, Nonsan⁠(d), Coreea de Sud) este un arcaș ce a reprezentat Coreea de Sud, medaliat olimpic. A participat la 2 ediții ale Jocurilor Olimpice (2012, 2020) în care a câștigat două medalii de aur și o medalie de bronz.